# La Folle Route
La Folle Route est une émission de télé réalité française, diffusée sur TF6 depuis le 4 novembre 2008 et rediffusée sur NRJ 12 et W9. Le concept consiste à faire découvrir à Magloire et Vincent McDoom la France en mini-voiture. 
Les deux people partent en voiture à la découverte des régions d'un pays et de ses habitants et vont vivre une véritable aventure de huit jours. Sans un sou en poche, ils découvrent chaque matin la destination du jour dans le "road-book" (le carnet de route) que la production a écrit à l'avance. Les deux compères s'amusent à jouer leurs propres rôles à fond en improvisant. Ils vont vivre des instants riches en émotion et en situations cocasses. À chaque étape, ils sont hébergés et nourris par des habitants en échange de quelques services.

## Saison 1: La folle route vers Saint-Tropez (2008)
Pour la première saison, Magloire et Vincent McDoom voyagent en France. Ils sont chargés par Jean Roch de convoyer une voiture de Paris à Saint-Tropez en huit jours. Chaque journée correspond à un épisode. Le tournage s'est déroulé du 19 au 26 août 2008. Cette saison a été diffusée du 4 novembre 2008 au 3 décembre 2008 sur TF6.
| LISTE DES ÉTAPES DE LA SAISON 1 |                     |          |                                        |                                                                            | |
| N°                              | Étapes              | Journées | Activités                              | Principaux hôtes                                                           | Feuille de route |
| 1                               | Paris               | Jour 1   | Découverte de la voiture               | -                                                                          | Lieu de départ de la folle route vers Saint-Tropez. |
| 2                               | Pithiviers          | Jour 1   | Apprenti-coiffeur                      | Mélanie Brisson Coiffeuse                                                  | "Vous voici au kilomètre zéro de votre périple, bienvenue à bord. Pour votre première étape sur la route de Saint-Tropez, vous devez vous rendre à Pithiviers. Pour ce faire, vous devez emprunter les routes nationales et départementales, ce qui vous permettra de profiter du paysage ! Si vous êtes gentils avec elle, Mélanie vous offrira de quoi vous sustenter, probablement en échange de quelques services. Bonne route." |
| 3                               | Saran               | Jour 1   | Découvrir la vie des routiers          | Francis et Thierry Chauffeurs de poids-lourd                               | Pas dans le road-book. |
| 4                               | Ingré               | Jour 2   | Entraîneur de chiens d'attaque         | Pierre Rouillon Président du Canis Club d'Ingré                            | "Tito, c'est le nom de ce joli chien qui désormais fait partie de votre voyage. Pour savoir comment en prendre soin, vous devez vous rendre à Ingré où le président Rouillon vous délivrera de précieux conseils. Bien sûr, s'il vous demande un petit service en échange, il faudra le lui rendre." |
| 5                               | Vierzon             | Jour 2   | Initiation au judo                     | Joël Strullu président du Dojo Vierzonnais Corinne Blot Professeur de Judo | "Bravo les amis, vous avez été courageux. Mais l'aventure continue, restez combattants, vous en aurez besoin. Vous devez à présent rejoindre le dojo vierzonnais, Joël et Natacha s'occuperont de vous jusqu'à ce soir." |
| 6                               | Fontenay            | Jour 3   | Initiation à l'élevage de canards      | Hervé Chauveau Producteur de foie gras                                     | "La prochaine étape vous ramènera aux sources du luxe. Vous devez vous rendre à Fontenay dans l'Indre où monsieur et madame Chauveau vous attendent. Jean Roch sera ravi si vous lui apportez l'un de leurs produits. Bonne route." |
| 7                               | Argenton-sur-Creuse | Jour 3   | Hôte de caisse                         | Patrice et Nicole Lamoureux Directeurs de supermarché                      | "Encore une fois, bravo les garçons. Mais la journée n'est pas finie, une surprise vous attend à Argenton-sur-Creuse et elle est de taille. Rendez-vous, place de la République, vous y êtes très attendus." |
| 8                               | Limoges             | Jour 3   | Serveur                                | Frédéric Sillonnet Gérant de bar                                           | "Vous avez bien travaillé, il est temps de vous offrir une étape nettement plus festive. Reprenez la route, direction Limoges, Jean-Claude vous attend place Léon Bétoulle au pied de l'hôtel de ville. Bonne soirée." |
| 9                               | Brive-la-Gaillarde  | Jour 4   | Épilation de Vincent                   | Sophie et Véronique Esthéticiennes                                         | "Ce soir vous serez les plus beaux pour aller danser. Auparavant, il faudra rouler, direction Maurs, où Bertrand, Fanou et Claude vous attendent." |
| 10                              | Maurs               | Jour 4   | Chanteur et danseur                    | Claude Soma-Riba Chanteur                                                  | "Maintenant que vous êtes beaux comme des sous neufs, il est temps de rejoindre l'étape suivante. C'est sur la place centrale de Maurs dans le Cantal que vous êtes attendus. Demandez Bertrand et Stéphane, puis laissez-vous faire. Nos vœux vous accompagnent." |
| 11                              | Sète                | Jour 5   | Metteur en scène d'un concours de miss | Olivier Rentet Directeur de camping                                        | "Vous êtes maintenant à mi-chemin de votre périple vers Saint-Tropez, et il est temps de rejoindre les rivages méditerranéens. Embarquement immédiat pour Sète, un détour obligé qui devrait vous combler. En voiture." |
| 12                              | La Camargue         | Jour 6   | Initiation à la course camarguaise     | Jean-Claude Groul Manadier                                                 | "Bravo, vous avez gagné vos galons de campeurs de luxe. Mais il est temps de poursuivre votre folle route, Jean-Claude vous attend déjà aux Saintes-Maries-de-la-Mer, ça devrait vous plaire..." |
| 13                              | Marseille           | Jour 7   | Pêcheur                                | André et Jean-Marie Galano Pêcheurs                                        | "Plus que quelques étapes avant de toucher au but, il s'agit de donner le meilleur de vous-mêmes. Les marseillais vous attendent et vous réservent le meilleur accueil. En voiture, direction le vieux port, où progressivement vous retrouverez le luxe et le confort qui vous va si bien au teint." |
| 14                              | Plage de Pampelonne | Jour 8   | Barman                                 | Jean Gérant d'une plage privée                                             | "Votre périple touche bientôt à sa fin, vous pouvez enclencher le compte à rebours et rêver à vos futures vacances. Donc au revoir aux Marseillais, il est temps de rallier votre ultime étape, Saint-Tropez. Et pour que vous soyez jolis ce soir, empruntez d'abord la route des plages." |
| 15                              | Saint-Tropez        | Jour 8   | Livraison de la voiture                | Jean Roch Patron de boîtes de nuit                                         | Lieu d'arrivée de la folle route vers Saint-Tropez. |

## Saison 2: La folle route 2 (2009)
Pour la seconde saison, Magloire et Vincent McDoom voyagent en France et en Belgique. Ils partent de Saint-Tropez pour rejoindre Charleroi huit jours plus tard. Bernard Montiel devait les accompagner mais il s'est décommandé le jour du départ, et a été remplacé par le candidat belge Jean Barbera. Le tournage s'est déroulé du 12 au 21 juillet 2009, et l'émission a été diffusée du 25 octobre 2009 au 22 novembre 2009 sur TF6.
| LISTE DES ÉTAPES DE LA SAISON 2 |                         |          |                                                             |                                                               | |
| N°                              | Étapes                  | Journées | Activités                                                   | Principaux hôtes                                              | Feuille de route |
| 1                               | Saint-Tropez            | Jour 0   | Choix d'un accompagnateur                                   | -                                                             | "Contrairement à ce qui vous a été dit, vous n'êtes pas ici pour animer le bal des pompiers. La vérité est que la folle route redémarre. Destination la Belgique par les routes nationales. Nouveauté cette année, vous avez la possibilité d'inviter l'un de vos amis people à partager votre aventure."          |
| 2                               | Saint-Tropez            | Jour 0   | Découverte de la voiture                                    | -                                                             | "Vous avez fait le bon choix, la saison 2 de la folle route promet d'être épique. Maintenant, il est temps de découvrir votre nouvelle voiture. Rendez-vous au parking encore une fois. Bonne chance." |
| 3                               | Fréjus Saint-Raphaël    | Jour 1   | Faire connaissance                                          | Jean Barbera Accompagnateur                                   | La production les envoie chercher Bernard Montiel à la gare de Fréjus, sans l'écrire dans le road-book. |
| 4                               | Nice                    | Jour 1   | Acteur dans un clip                                         | Papa London Chanteur de Kuduro                                | Surprise de Magloire qui n'est pas dans le road-book. |
| 5                               | Juan-les-Pins           | Jour 1   | Initiation à la salsa                                       | Steve Bakoula Professeur de salsa                             | "Bravo, vous êtes les rois du kuduro! Il s'agit de voir maintenant ce que vous donnez en salsa. Rendez-vous au ranch de la plage de Juan-les-Pins, Steve vous attend, vous dormirez chez lui." |
| 6                               | Villeneuve-Loubet       | Jour 2   | Initiation au jet-ski                                       | Christian Danna Moniteur de jet-ski                           | Mission de Bernard Montiel qui n'est pas dans le road-book : "Il vous suggère d'aller chez un certain Christian, plage des Marines à Villeneuve-Loubet". |
| 7                               | Grasse                  | Jour 2   | Créateur de parfum                                          | Jean-Pierre Roux Directeur de parfumerie Nathalie Nestler Nez | "Les plaisirs de la Côte d'Azur touchent à leur fin. Il s'agit à présent de remonter vers le nord. Première étape, Grasse, la ville de toutes les senteurs. C'est ce bon monsieur Roux qui vous y attend. Grâce à lui, vous sentirez jusqu'à plus soif les odeurs merveilleuses. Bonne route jusqu'à destination." |
| 8                               | Digne-les-Bains         | Jour 2   | Participation à la fête nationale française en Pom-pom girl | Patricia Cordon Chef des majorettes                           | "Maintenant que vous sentez merveilleusement bon, il est temps d'apporter votre contribution à notre fête nationale. Reprenez la route jusqu'à Digne-les-Bains où Patricia et Sylvie vous attendent. Défilé, feu d'artifice, bal populaire ; la folle route ce soir sera festive."                                 |
| 9                               | Digne-les-Bains         | Jour 3   | Curiste                                                     | Michelle Honnorat Directrice des cures                        | "On ne peut quitter une ville d'eau sans profiter de ses thermes. Algue, boue, crème... faites-vous du bien, car après la route sera longue." |
| 10                              | Grenoble                | Jour 3   | Initiation à la boxe                                        | René Jacquot Entraîneur de boxe                               | "Espérons que cette étape vous a bien détendu, car la suite de cette folle journée s'annonce nettement plus punchie. Direction Grenoble, où René vous attend à la salle Hoche." |
| 11                              | Le Sappey-en-Chartreuse | Jour 4   | Initiation à l'accrobranche                                 | Pascal Choudin Moniteur d'accrobranche                        | "Après une telle soirée, il est plus qu'indispensable de retrouver la nature, la verdure et les petits oiseaux. Toujours plus au nord, rendez-vous à Sappey-en-Chartreuse où Pascal et sa petite famille vous attendent. Avec eux, vous apprendrez la hauteur. Bonne route."                                       |
| 12                              | Lyon                    | Jour 4   | Transformiste                                               | Jean-Jacques Mazars Directeur d'une troupe de transformistes  | "La nature vous va si bien, bravo à vous. Maintenant retour à la civilisation, direction les quais de Lyon, où, vous le constaterez, la folle route n'aura jamais aussi bien porté son nom. Jean-Jacques et Éric vous attendent avec impatience."                                                                  |
| 13                              | Besançon                | Jour 5   | Initiation au Tour de France                                | Gisèle et Pascal Kneisky Fans de cyclisme                     | "La nuit fut chaude et animée, cette journée le sera tout autant. Direction Besançon, où Gisèle et sa famille vous attendent tout autant que le peloton." |
| 14                              | La Chapelle-aux-Bois    | Jour 5   | Initiation à la vie indienne                                | Christophe Noviant Fan de culture indienne                    | "Que serait le tour de France sans vous ! Bravo pour votre participation active. À votre tour de reprendre la route, direction La Chapelle-aux-Bois, où Christophe vous attend. Conseil amical : sortez votre peinture de guerre. Hugh !"                                                                          |
| 15                              | Charmes                 | Jour 6   | Confiseur chocolatier                                       | Pascal Cunin Maître Pâtissier Chocolatier                     | "Finis les tipis, tomahawks, calumets et autres cafés indiens. Aujourd'hui, retour à une réalité nettement plus douce et sucrée. Vous êtes attendus à Charmes par Pascal, qui vous fera découvrir son univers acidulé. Bonne route."                                                                               |
| 16                              | Fontenoy-le-Château     | Jour 6   | Conducteur de péniche                                       | Emmanuel Boban Mécanicien sur les péniches                    | "Bravo pour vos talents de pâtissiers, vous allez maintenant vous laisser porter toujours plus au nord. Rendez-vous à Fontenoy-le-Château où Frédérique vous embarquera. Rendez-vous à la borne kilométrique 127. Que le courant vous porte !"                                                                     |
| 17                              | Metz                    | Jour 6   | Enterrement de vie de garçon                                | Cédric Szura Futur marié                                      | "Maintenant que vous savez d'où vient le terme "marin d'eau douce", il est temps de reprendre la route. L'étape suivante vous permettra de retrouver vos réflexes noctambules. Direction Metz, où vous devrez vous occuper de Cédric qui en a bien besoin. "                                                       |
| 18                              | La Roche-en-Ardenne     | Jour 7   | Entraînement dans le monde médiéval                         | Geoffrey Cloës Artiste médiéval                               | "Aujourd'hui est un jour particulier, vous allez enfin passer la frontière et découvrir la Wallonie, pays de Jean Barbera. Direction La Roche-en-Ardenne au château féodal où l'histoire vous rattrapera. Bonne route."                                                                                            |
| 19                              | Fléron                  | Jour 7   | Garagiste                                                   | Charles Naveau Pilote de modèles anciens                      | "Bravo nobles sires, maintenant que vous avez été anoblis, il est temps de reprendre la route. Direction Fléron, aux abords de Liège, où Charles vous fera partager son ouvrage. C'est dans les vieux pots que l'on fait les meilleures confitures."                                                               |
| 20                              | Liège                   | Jour 7   | Faire courir des escargots                                  | Luc De Bruyn Héliciculteur                                    | "Sortez vos mains du cambouis, vous avez maintenant rendez-vous avec d'autres bolides tout autant fascinants bien que nettement plus lents. Direction Cointe, au-dessous de Liège, où Lucky prépare ses champions "                                                                                                |
| 21                              | Charleroi               | Jour 8   | Taper le bœuf                                               | Claudine Mahy Chanteuse                                       | "Votre périple touche à sa fin. Jean Barbera vous attend à Charleroi où vous pouvez résoudre le mystère de sa fugue et participer à la fête nationale belge. Peut-être y retrouverez-vous Bernard Montiel, qui, il faut l'admettre, vous a bien baladés depuis Saint-Tropez. En route pour la dernière étape."     |
| 22                              | Charleroi               | Jour 8   | Participation à la fête nationale belge                     | Quentin Mosimann Chanteur                                     | Lieu d'arrivée de la Folle Route 2 |

## Saison 3: La folle croisière (2011, diffusion en 2014)
La troisième saison est tournée sur la mer Méditerranée du 28 juin 2011 au 10 juillet 2011.
 Elle compte 10 épisodes et a duré 12 jours. Elle a démarré à Nîmes et s'est achevée à Ajaccio.

- Episode 1 : Nîmes
- Episode 2 : Aigues-Mortes
- Episode 3 : Grau du Roi
- Episode 4 : Carcassonne
- Episode 5 : Canet en Roussillon (début de la croisière)
- Episode 6 : Barcelone
- Episode 7 : Ibiza
- Episode 8 : Cagliari (Sardaigne)
- Episode 9 : Palerme  (Sicile)
- Episode 10 : Ajaccio

Quelques semaines après la fin du tournage, Vincent McDoom et Magloire ont fait écho de la mauvaise ambiance qui régnait sur le tournage.
Les premières images ont été diffusées le 19 octobre 2011 sur IDF1.
Initialement prévue fin 2011 sur NRJ 12, cette saison a finalement été diffusée du 29 mars 2013 au 12 mai 2013 sur Comédie+, puis sur NRJ 12 du 15 avril 2014 au 30 juin 2014 durant la nuit. 